# Премия Теодора Старджона
Премия Теодора Старджона (англ. Theodore Sturgeon Award) — ежегодная литературная премия, вручаемая за лучший научно-фантастический рассказ. Мемориальная премия названа в честь американского писателя-фантаста Теодора Старджона.
Премия была учреждена писателем Джеймсом Ганном (англ. James Gunn) при поддержке наследников Старджона (в частности, вдовы Теодора — Джейн) в 1987 году. Ганн на тот момент занимал пост директора и лектора Центра по изучению научной-фантастики (англ. Center for the Study of Science Fiction) при Канзасском университете (англ. University of Kansas) в Лоуренсе. Церемония вручения премии Старджона проходит совместно с вручением премии Кэмпбелла за лучший НФ-роман (не путать с премией Джона В. Кэмпбелла лучшему новому писателю-фантасту) в университете Канзаса.

## Номинирование и судейство
В первые восемь лет существования премии (с 1987 по 1994 годы) кандидаты отбирались комитетом экспертов во главе с Орсоном Скотт Кардом.
Начиная с 1995 года было введено жюри, которое присуждало премию на основе отобранных кандидатов. В составе жюри находились Джеймс Ганн, Джудит Меррил (англ. Judith Merril) и Фредерик Пол. В 1996 году Меррил была заменена на Кидж Джонсон (англ. Kij Johnson), победительницу премии Старджона 1994 года. С 1999 года в жюри было отведено место для одного из детей-наследников Теодора, как правило это была Ноэль Старджон (англ. Noel Sturgeon). А в 2006 году в жюри вошёл Джордж Зебровски (англ. George Zebrowski).
Таким образом, в составе жюри пять действительных членов: Джеймс Ганн, Фредерик Пол, Кидж Джонсон, Джордж Зебровски и Ноэль Старджон.
Сейчас кандидаты набираются в течение зимы по результатам отзывов читателей, редакторов и издателей научной фантастики. Затем на основе рейтинга номинантов заместитель директора Центра Кристофер Маккиттерик (англ. Christopher McKitterick) формирует список финалистов, который передается жюри. Весной проходят дебаты и к маю, когда проходит конференция по присуждению премии Кэмпбелла, оглашается победитель.

## Лауреаты
Премии Теодора Старджона были удостоены следующие рассказы и авторы:
- 1987 — «Surviving» Джудит Моффетт[англ.];
- 1988 — «Влюблённая Рашель» Пат Мёрфи;
- 1989 — «Schrodinger's Kitten» Джордж Алек Эффинджер;
- 1990 — «The Edge of the World» Майкл Суэнвик;
- 1991 — «Медведи открывают огонь» Терри Бисон;
- 1992 — «Buffalo» Джон Кэссел[англ.];
- 1993 — «This Year's Class Picture» Дэн Симмонс;
- 1994 — «Fox Magic» Кидж Джонсон;
- 1995 — «День прощения» Урсула Ле Гуин;
- 1996 — «Jigoku no Mokushiroku (The Symbolic Revelation of the Apocalypse)» Джон Макдаид (англ. John G. McDaid);
- 1997 — «Цветы тюрьмы Аулит» Нэнси Кресс;
- 1998 — «House of Dreams» Майкл Флинн;
- 1999 — «История твоей жизни» Тед Чан;
- 2000 — «Свадебный альбом» Дэвид Марусек[англ.];
- 2001 — «История Тенделео» Иен Макдональд;
- 2002 — «The Chief Designer» Энди Дункан[англ.];
- 2003 — «За черту — и дальше» Люциус Шепард;
- 2004 — «Королева Марса» Кейдж Бейкер;
- 2005 — «Sergeant Chip» Брэдли Дентон[англ.];
- 2006 — «Специалист по калориям» Паоло Бачигалупи;
- 2007 — «The Cartesian Theater» Роберт Уилсон;
- 2008 — «Tideline» Элизабет Бир и «Финистерра» Дэвид Моулз[англ.];
- 2009 — «The Ray Gun: A Love Story» Джеймс Алан Гарднер;
- 2010 — «Shambling Towards Hiroshima» Джеймс Морроу;
- 2011 — «The Sultan of the Clouds» Джеффри Лэндис[англ.]);
- 2012 — «The Choice» Пол Дж. Макоули[англ.]);
- 2013 — «The Grinnell Method» Молли Глосс[англ.];
- 2014 — «In Joy, Knowing the Abyss Behind» Сара Пинскер;
- 2015 — «The Man Who Sold the Moon» Кори Доктороу;
- 2016 — «The Game of Smash and Recovery» Келли Линк;
- 2017 — «The Future is Blue» Кэтрин М. Валенте;
- 2018 — «Don't Press Charges and I Won't Sue» Чарли Джейн Андерс;
- 2019 — «When Robot and Crow Saved East St. Louis» Аннали Ньюиц;
- 2020 — «Waterlines» Сюзанна Палмер.